# Davos
Davos ou Davôs é uma comuna da Suíça, no Cantão Grisões, com cerca de 11.166  habitantes. Estende-se por uma área de 283,98 km², de densidade populacional de 39 hab/km². Confina com as seguintes comunas: Arosa, Bergün/Bravuogn, Klosters-Serneus, Langwies, S-chanf, Susch, Wiesen. A língua oficial nesta comuna é o alemão.
Situada junto ao lago homónimo, é um prestigiado centro de desportos de Inverno. Todos os anos acontece, nesta cidade, o Fórum Econômico Mundial.

## População
A população de Davos, em 30 de dezembro de 2010, era de 11.166 habitantes. Em 2008, 23,7% da população era formada por estrangeiros. Nos 10 últimos anos, houve um declínio de 5,5% no total populacional. A maioria da população (em 2000) falava alemão (86,3%), sendo o servo-croata a segunda língua mais falada (2,8%), seguida do italiano (2,7%).